# Paphiopedilum mattesii
Paphiopedilum mattesii là một loài thực vật có hoa trong họ Lan. Loài này được Pittenauer ex Roeth & O.Gruss mô tả khoa học đầu tiên năm 1996.